# Aspidosperma verruculosum
Aspidosperma verruculosum är en oleanderväxtart som beskrevs av Müll.Arg.. Aspidosperma verruculosum ingår i släktet Aspidosperma och familjen oleanderväxter. Inga underarter finns listade i Catalogue of Life.